# 第44通信連隊 (フランス軍)
第44通信連隊（だい44つうしんれんたい、フランス語: 44e régiment de transmissions：44e RT）は、バ＝ラン県Mutzigに駐屯する、情報旅団隷下のフランス陸軍の電子戦連隊である。
兵種は通信、伝統的区分も通信である。

## 沿革
- 1949年：インドシナにおいて、無線測角中隊として編成される。
- 1954年：改編に備え、2個部隊に分かれる。
- 1967年：第708電子戦大隊に新編される。
- 1971年：第44通信連隊となる。

## 最新の部隊編成
- 連隊本部
- 本部管理中隊
- 管理支援中隊
- 第1電子戦中隊
- 第2電子戦中隊
- 第3電子戦中隊
- 第4電子戦中隊
- 第5電子戦中隊
- 第6電子戦中隊

## 連隊の任務
連隊は、各種通信機器を用いて電波情報収集及び編集を行い、電子戦及び対電子戦作戦に従事する。

## 主要装備
- GIAT BM92-G1
- FA-MAS
- AA-52
- VAB
- P4
- TRM 2000
- TRM 4000